# فيفا 22
فيفا 22 (بالإنجليزية: FIFA 22)‏ هي لعبة فيديو لمحاكاة كرة القدم طورتها إي أيه فانكوفر ونشرتها إلكترونيك آرتس كجزء من سلسلة فيفا. فيفا 22 هي اللعبة التاسعة والعشرون في هذه السلسلة.
أُعلن عنها في 11 يوليو 2021 أنها ستصدر على مايكروسوفت ويندوز ونينتندو سويتش وبلاي ستيشن 4 وبلاي ستيشن 5 وإكس بوكس ون وإكس بوكس سيريس إكس وجوجل ستاديا في 1 أكتوبر 2021.
أُعلن تاريخ الإصدار للعبة خلال إي أيه بلاي لايف في 22 يوليو 2021.
وأُعلن عن أسلوب اللعب للعبة في 20 يوليو 2021 على اليوتيوب، وظهر كليان مبابي على غلاف اللعبة مثل لعبة فيفا 21.

## صفات
من المحتمل تواجد نمط المهنة تعدد اللاعبين عبر الإنترنت في لعبة فيفا 22 الجديدة.
لأول مرة في مهنة مدرب، من الممكن إنشاء النادي الخاص باللاعب وشعاره واسمه وألوانه وملعبه وما إلى ذلك بحيث يمكن للاعب تخصيصه وإدارته بالطبع.

## كرة قدم فولتا (VOLTA Football)
ستتيح آليات فولتا الجديدة في فيفا 22 للاعبين إطلاق قدرات خاصة أثناء المباراة من شأنها تعزيز الصورة الرمزية للاعب في سمة معينة. ستتوفر ثلاث قدرات: تسديدة قوية (Power Strike)، سرعة جري (Pure Pace)، وتدخل عدواني (Aggressive Tackle). ستتاح للاعبي فيفا 22 أيضًا فرصة اللعب مع ما يصل إلى ثلاثة لاعبين في أوضاع لعب مصغرة مختلفة عبر الإنترنت، والتي ستكون جزءًا من فولتا أركيد (VOLTA Arcade) الجديدة.

## وصلات خارجية
الموقع الرسمي